# Bataille de Kien Long
Guerre du Viêt Nam
Batailles
La bataille de Kiên Long a été l'un des premiers engagements de la guerre du Viêt Nam. Il a été initié par l'invasion du Việt Cộng du district de Kiên Long dans la province de Chương Thiện (en) au Sud Vietnam.

## Déroulement
Le 12 avril 1964, trois bataillons de Việt Cộng envahissent Kiên Long, envahissant rapidement tout le district. Après avoir pris le contrôle de Kien Long, ils ont exécuté le chef de district et sa famille. L'armée de la République du Vietnam, renforcée par l'appui aérien américain, a répondu à l'invasion en vigueur. Bien que les membres du Việt Cộng agissaient pendant la journée, ils ont pu tenir tête à la fois à l'armée de la République du Vietnam et à l'aviation américaine. Après huit jours de combats acharnés au cours desquels de lourdes pertes ont été infligées des deux côtés, la Việt Cộng a abandonné le quartier et a pu se retirer de Kien Long de manière ordonnée.

## Conséquences
L'armée de la République du Vietnam et le Việt Cộng a subi de lourdes pertes dans la lutte pour Kien Long. À l'échelle nationale, l'armée de la République du Vietnam a compté 1000 victimes (200 morts, 660 blessés et 140 disparus) du 12 au 20 avril; un quart d'entre elles ont été provoquées à Kien Long. De plus, la bataille a revêtu une importance stratégique majeure car elle a marqué l'une des toutes premières fois qu'un grand nombre de membres du Việt Cộng agissaient simultanément et ouvertement en plein jour.